# عادل السعدون
عادل حسن السعدون (1951-) مؤرخ ومؤلف وفلكي كويتي.

## حياته الشخصية والعملية
ولد الفلكي والمؤرخ عادل حسن السعدون في الكويت وتحديدا في منطقة السالمية عام 1951 م، بدأت علاقته بعلم الفلك منذ طفولته حينما درس مراحله الابتدائية والمتوسطة في مدرسة الشعيبة بينما درس المرحلة الثانوية في مدرسة الفحيحيل، نشأ في إحدى القرى الشعبية البسيطة في الكويت، و كانت قريته دون كهرباء اثناء الليل، وقتها بدأ في مراقبة النجوم في السماء و البحث في العديد من الأمور، و إيجاد العديد من الاسئلة و الإجابات التي تتعلق باسماء النجوم و سيرها و طبيعتها و غيرها، وبدأت توجهاته نحو علم الفلك الجدية بعد دراسته للجغرافيا في جامعة الكويت، والتي تخرج منها عام 1974، وسرعان ما بدأ دراسة الماجستير في التنمية والتخطيط بعد تخرجه بعامين في منتصف السبعينات، وبعد ازدياد شغفه بالعلم جنح لدراسة الاقتصاد نهاية الثمانينات، وبعد انتهاء مرحلة الدراسة عيّن في نهاية التسعينات مديراً لإدارة الفلك في النادي العلمي الكويتي، وهو من كبار المؤرخين والفلكيين في الخليج العربي، وله العديد من الاسهامات البارزة، و الإشارات التي تحدثت عن علم الفلك و ربطته بالشعائر الدينية، كما أنه له العديد من الإسهامات فيما يتعلق بعملية إنكماش الدائرة القطبية، وظاهرة الانحباس الحراري و غيرها العديد من التفاصيل و المشاكل التي تتعرض لها الكرة الارضية مع التغيرات المناخية الحديثة.

## مؤلفاته
- كتاب (المناطق الصناعية بالكويت) 1976.
- كتاب (خريطة نجوم السماء) 1989.
- كتاب (الكويت في الخرائط القديمة).
- كتاب رزنامة النوخذة محمد ماجد المرزوق 2010.
- كتاب موسوعة الأوائل الكويتية.[4]
- كتاب (قرية الشعيبة .. قرية دخلت وذكراها بقيت).[5]
- كتاب (الجامع اللطيف في علم البحر).
- تقويم الكويت 2002.